# Iglesia de la Purísima Concepción (Segart)

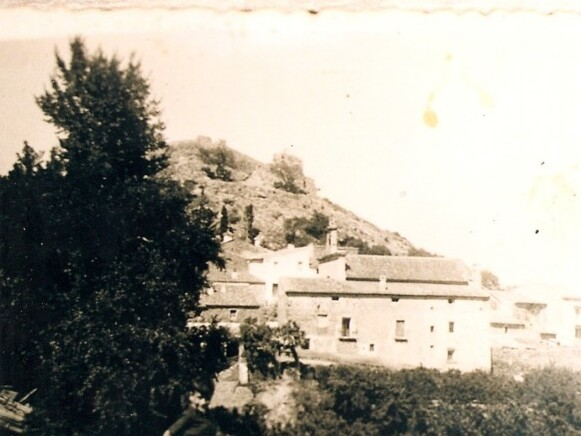
Imagen de la iglesia parroquial y la casa abadía en los años 40.

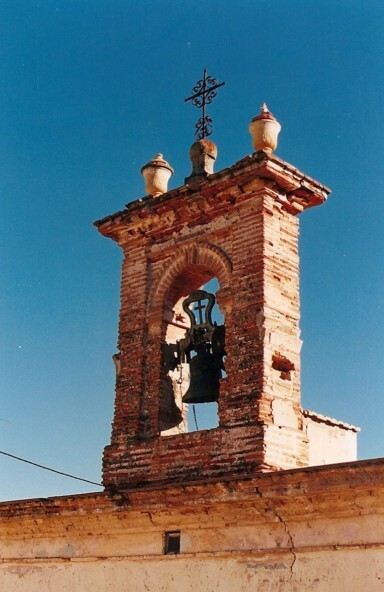
Campanario neoclásico de la iglesia actualmente desaparecido por la restauración de 1991.

Iglesia de la Purísima Concepción (en valenciano, Església de la Puríssima Concepció). Este pequeño templo parroquial de mampostería es edificado entre 1796 y 1802 y pertenece al estilo tardoclasicista. También es denominada "de la Inmaculada Concepción" como así se describe en la lápida conmemorativa, de 38 por 51 cm, situada en su fachada, aunque anteriormente estaba en el lateral A honor y gloria de Inmaculada Concepción de María Santísima se construyó este templo desde 1796 hasta 1802. 
Debido a la pobreza de las gentes de Segart que debían sufragar los gastos de construcción se les concedió permiso para que pudieran trabajar en las obras los domingos y días festivos. El nombre de la advocación de la iglesia fue puesta por San Juan de Ribera durante el tiempo que fue arzobispo de Valencia (1569-1611). Fue elevada a Parroquia de entrada el 28 de diciembre de 1953, anteriormente fue coadjuntora de la parroquia de Albalat dels Tarongers.
Una de las más restauraciones más importantes tuvo lugar en el año 1991 cuando se sustituyó el viejo campanario original por un nuevo de tres arco. En el arco central se situó la campana principal, del siglo XVII y fundida en pesado bronce y que tiene como inscripción la frase en francés Loue soit a(i) amais tres adorable sacrament de la vie. Los otros dos arcos están completados con sendas campanas de bronce, una con nombre Santa Cruz con un peso aproximado de 31 kg. y la otra Ecce Homo con un peso aproximado de 46 kg. También se realizaron obras en la fachada principal y lateral hasta sacar la piedra de la construcción inicial.

## Interior del templo

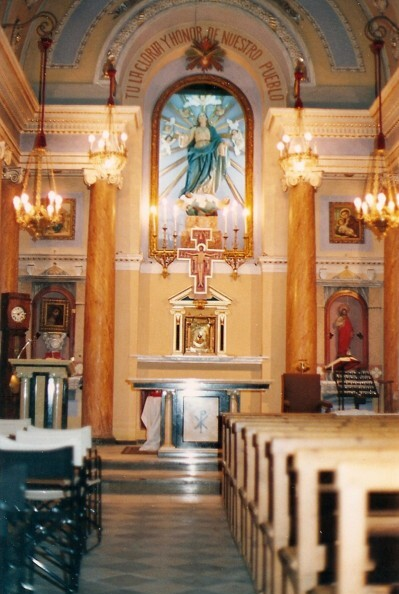
Interior del templo con el nuevo altar al fondo.

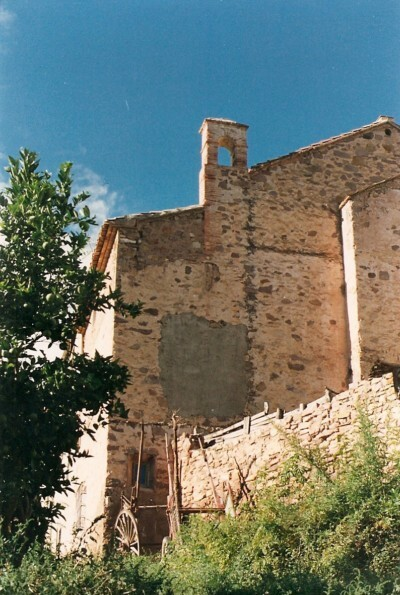
Iglesia por detrás.

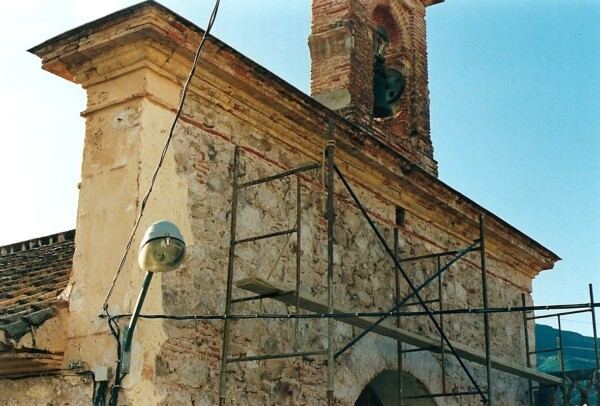
Proceso de restauración de la iglesia.

El edificio tiene una superficie de 90 m² y unas medidas de 15 metros de largo x 6 metros de ancho. Es de nave única con 20 columnas adosadas de estilo jónico. Es junto a la de Benicalaf, el ejemplo más pequeño de templo parroquial en el Camp de Morvedre. Tiene capillas entre los contrafuertes siguiendo la tradición del estilo gótico valenciano. La cubierta de la bóveda es de medio cañón y está construida sobre pilares y columnas adosadas, arcos fajones y formeros de medio punto. El coro está en alto sobre el acceso de una portada sencilla y sostenido por un largo dintel y torre adjunta de un cuerpo y remate de mampostería al lado derecho mirando desde la Epístola.
En el interior hay un retablo mayor con una imagen de la titular de la iglesia de escayola decorada y a los lados existen sendas hornacinas con un Sagrado Corazónde escayola decorada y un Ecce Homo en cuadro de esmalte de fines del siglo XVIII de 0,35 por 0,24 metros tenido por milagroso. La procedencia del citado cuadro podría ser del Monasterio de Sancti Spiritu en Gilet. En las capillas laterales hay imágenes de Santa Teresa y Santo Cristo crucificado, este último en hornacina, y de San Vicente Ferrer, al lado izquierdo o del Evangelio. Y en el opuesto baptisterio con pila pétrea moderna con una litografía del bautismo de Cristo y hornacinas con imágenes de la Inmaculada Concepción, de menor tamaño, y San José ambas tallas son del siglo XIX, y Niño Jesús, también pequeño, sobre repisa entre dos columnas salientes.

## Curas y párrocos
- Juan Pavía

En el Quinque Libri de Petrés sale reflejado que es cura de Segart y Albalat en 1628.
- Bartolomé de Castro (1794?-1802?)

El 10 de agosto de 1794 firma como cura de Albalat y Segart.
- Mariano Bertomeu

Durante la ocupación francesa fue cura de Segart y Albalat.
- José Pérez Iñiguez (1844?-1862?)

Vivió el proceso de separación eclesiástica entre Segart y Albalat (1844-1862).
- Roc Carrera Guillem (1890-1892?)

Nacido en Segart y doctorado en Teología da su primera misa el 1 de abril de 1890. Tiene dedicada una calle en la población.
- José Bau Burguet (1892-1904)

Actualmente en proceso de beatificación.
Josep Martínez Rondan cuenta un hecho milagroso de Mossén Bau:

D'aquesta parròquia va ser rector mossén Josep Bau, que va morir en fama de sant. He sentit comentar que un dia va ser mossén Vicent Fontelles, que va ser rector de Santa Maria durant la República. Va trobar la porta de l'abadia entreoberta, i com el cridava i no responia, va entrar. Pensant si estaria a dalt, va pujar al pis i el va veure en èxtasi, tot ell enlairat davant una imatge. 

Traducción: De esta parroquia fue rector mossén José Bau, que murió en fama de santo. He escuchado comentar que un día fue mossén Vicente Fontelles, que fue rector de Santa María durante la República. Encontró la puerta de la abadía entreabierta, y como lo llamaba y no respondía, entró. Pensando si estaría arriba, subió al piso y lo vio en éxtasis, flotando delante de una imagen

Tiene dedicada una calle en la población, antigua calle de la pujaeta. También se instaló foto suya en cerámica en el exterior de la casa abadía con el texto "En esta Abadía vivió 1892-1904. El Venerable Rvdo. D. Jose Bau Burguet santificando al pueblo de Segart con su vida de oración, Mortificación, Amor a la Eucaristía y Devoción a la Virgen María"
- Andrés Monzó Nogués (1939?-1951?)

Cura de Albalat dels Tarongers y autor de varios libros y artículos sobre la historia del término de Albalat y Segart.
- Enrique Gil Guillem (8 de julio de 1961-?)[4]

- Antonio Ballester Ballester (1990-2019)

Profesor en el Seminario conciliar de Valencia, lleva el proceso de beatificación de José Bau y durante su mandato como rector de la parroquia ha realizado la rehabilitación de la iglesia parroquial.
- José Diego Morell (2019-2021)

- Vicent Miquel Planells Jarmolich (2021-hasta la actualidad)[8]

## Archivo Parroquial
La partida más antigua de Bautismo que se conserva data del año 1862, la de matrimonio y defunciones del mismo año. Está completa la serie de libros de Bautismo desde el año 1862 hasta 1918, ambos inclusive. De matrimonios 1862-1918, de 1919-1930 y de 1942 en adelante. De defunciones 1862-1918, 1919-1930 y 1942 en adelante.